# Острогота
Острогота (др.-герм., лат.: Austraguta, Eastgota, Ostrogotha) — король готов в середине III века из рода Амалов, правление которого совпало с кризисом Римской империи. Возможно, первый знатный человек — выходец из древнегерманских племен, ставший королем среди германцев (в отличие от прежних представителей публичной власти — вождей племен и конунгов).

## Биография
Острогота, сын Хисарны, был либо последним вождём, который правил обоими готскими народами — остготами и вестготами, либо первым королём остготов, что более вероятно. Также предполагается, что под властью Остроготы находилось племенное объединение, состоявшее из готов, гепидов, вандалов, тайфалов, карпов, бастарнов и других племён. По имени этого короля остготы, возможно, и получили своё название — остроготы. Иордан в труде «О происхождении и деяниях гетов» сообщал, что этот готский король был современником римского императора Филиппа Араба.
Одержав ряд побед над карпами, Филипп полагал, что теперь он может пересмотреть свою политику в отношении готов. Хотя, по свидетельству Иордана, готы были на тот момент римскими федератами, он разорвал с ними соглашение и приостановил ежегодные платежи. Готовясь к разрыву с готами, он послал в 248 году опытного военачальника Деция в Мёзию, чтобы подготовить римскую армию, но в первую очередь для того, чтобы подавить неожиданно возникшую узурпацию. Деций же склонил на свою сторону войско и сам приступил к узурпации власти. Летом 249 года дунайская армия с ним во главе направилась в Италию и разгромила войско Филиппа Араба, который пал в сражении. Иордан, во всяком случае, так описывает события:

«Когда он (Деций) прибыл и ничего не смог поделать с готами, он отпустил своих воинов с военной службы и заставил их вести частную жизнь, как бы за то, что по их небрежности готы перешли Данубий, то есть он перенёс вину на своих и вернулся к Филиппу. Воины же, видя, что после таких трудов они изгнаны с военной службы, возмущенные прибегли к помощи Остроготы, короля готов. Тот принял их и, зажегшись их речами, вскоре вывел, — чтобы начать войну, — триста тысяч своих вооруженных людей, имея при этом помощь со стороны многочисленных тайфалов и астрингов; было также и три тысячи карпов; это чрезвычайно опытные в войне люди, которые часто бывали враждебны римлянам. … Присоединив к ним [к карпам] готов и певкинов с острова Певки, который лежит при устьях Данубия, впадающего в Понт, он [Острогота] поставил вождями во главе [всех этих племен] Аргаита и Гунтериха, знатнейших людей их племени».
Таким образом дунайские провинции, оставшиеся без охраны, подверглись страшному разграблению. Острогота не сам возглавил войско, что противоречит представлениям о власти военных вождей, а послал своих заместителей, что более характерно для института власти готского «судьи». Аргаит и Гунтерих подступили к Маркианополю (современная Девня), главному городу провинции Мёзия. Они долго его осаждали, но, получив выкуп от осажденных, отошли в свои земли.
Гепидский король Фастида, стремясь добраться до границ Римской империи, хотел силой проложить себе дорогу через владения Остроготы (около 235 года), но был разбит и вынужден отступить. Гепиды долго не могли оправиться от этого поражения и попали в зависимость от готов. Острогота владел, если верить Иордану, огромным государством, подчинив себе гепидов, вандалов и другие племена.
В 250—251 годах Острогота был ещё жив: он находился на Балканах во главе пятидесятитысячного войска германских племен и принял участие в битве с римской армией у Абритта 1 июля 251 года.